# 金弘道
金弘道（韓語：김홍도；1745年—1806年前？），字士能（韓語：사능），號檀園（韓語：단원）、丹邱（韓語：단구）、西湖（韓語：서호）、高眠居士（韓語：고면거사）、醉畫士（韓語：취화사）、輒醉翁（韓語：첩취옹），本貫金海金氏，朝鮮王朝後期畫家。
他是朝鮮王朝後期代表畫家之一，與申潤福（蕙園）和張承業（吾園）並稱三園。

## 生涯
他生於漢城（首爾）的中人家庭，在安山市長大，母方家族宮廷畫家輩出，後受推舉入圖畫處。1773年為當時王世孫（後來的正祖）畫象，正祖即位後受重用，負責描畫王室人員肖像。
他的作品主要是山水畫，人物畫，花鳥畫，风俗画，他與申潤福，金得臣並稱朝鮮三大風俗畫家。

## 作品集
- 成名作

- 文人画

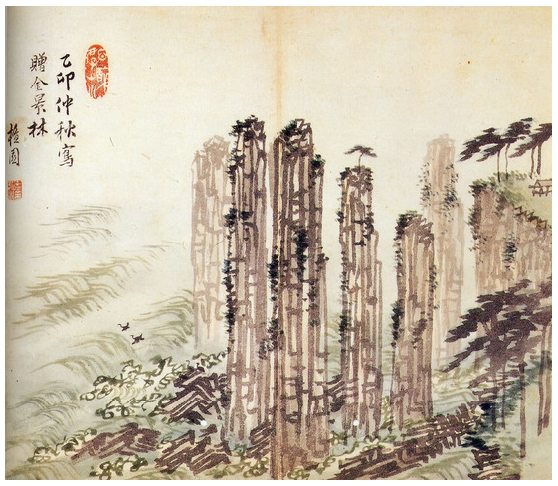
ChongSeokJeong
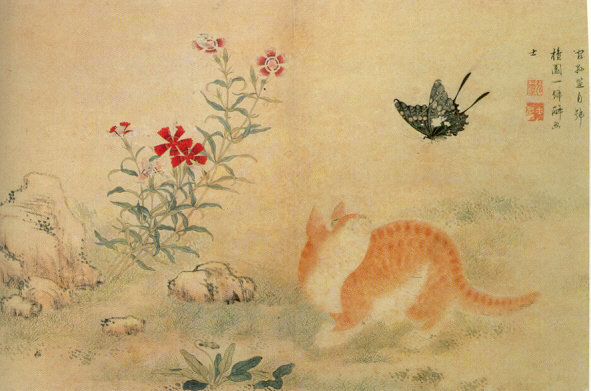
A cat and a butterfly Hwangmyonongjeopdo
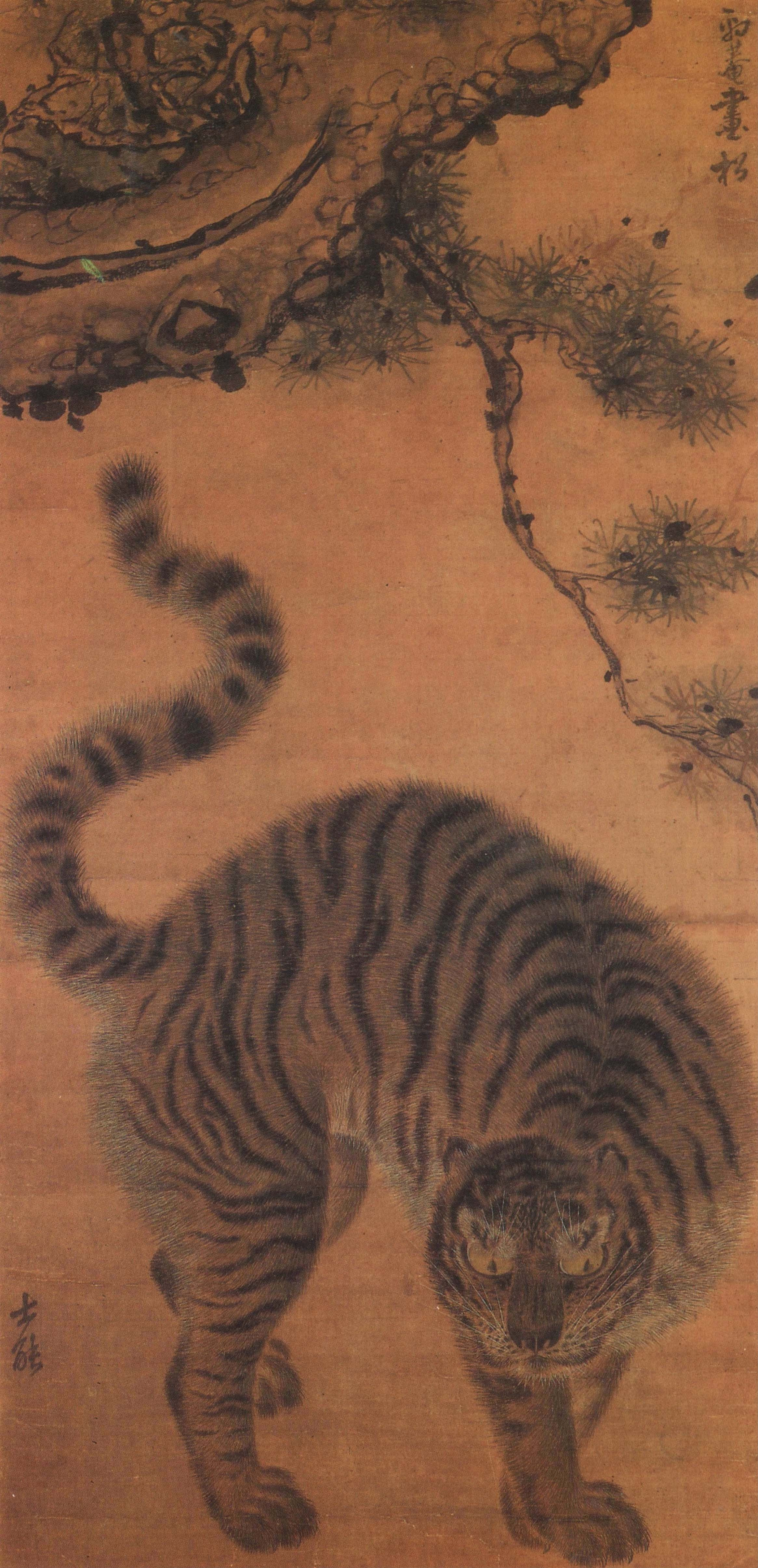
Tiger under a pine tree Songhamaenghodo
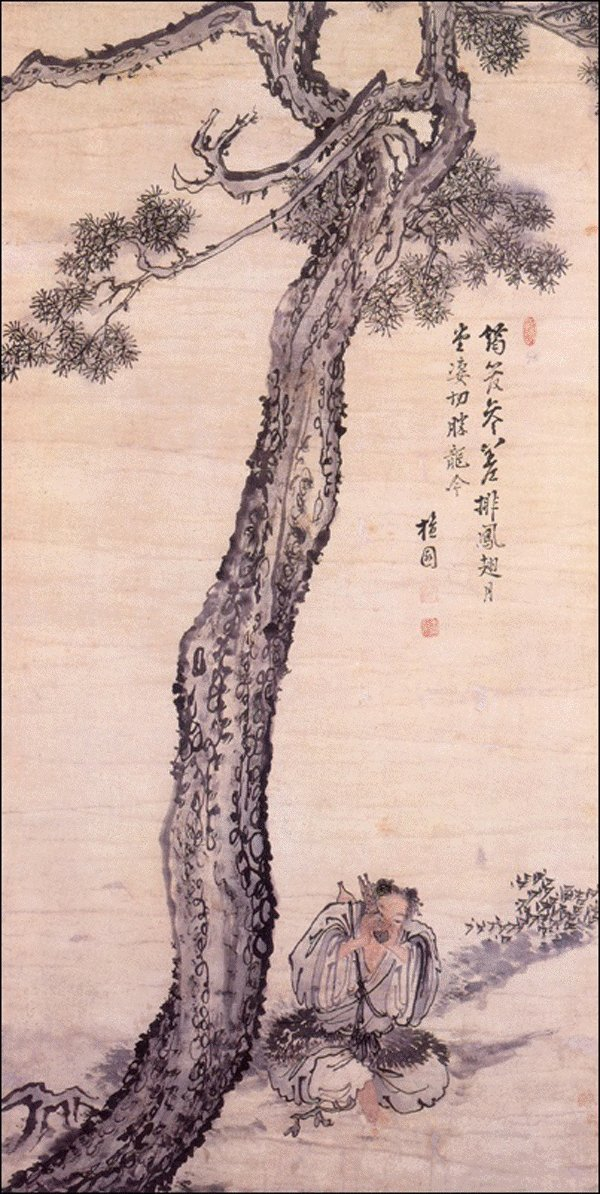
Drunkard under a tree Songhachwisaengdo
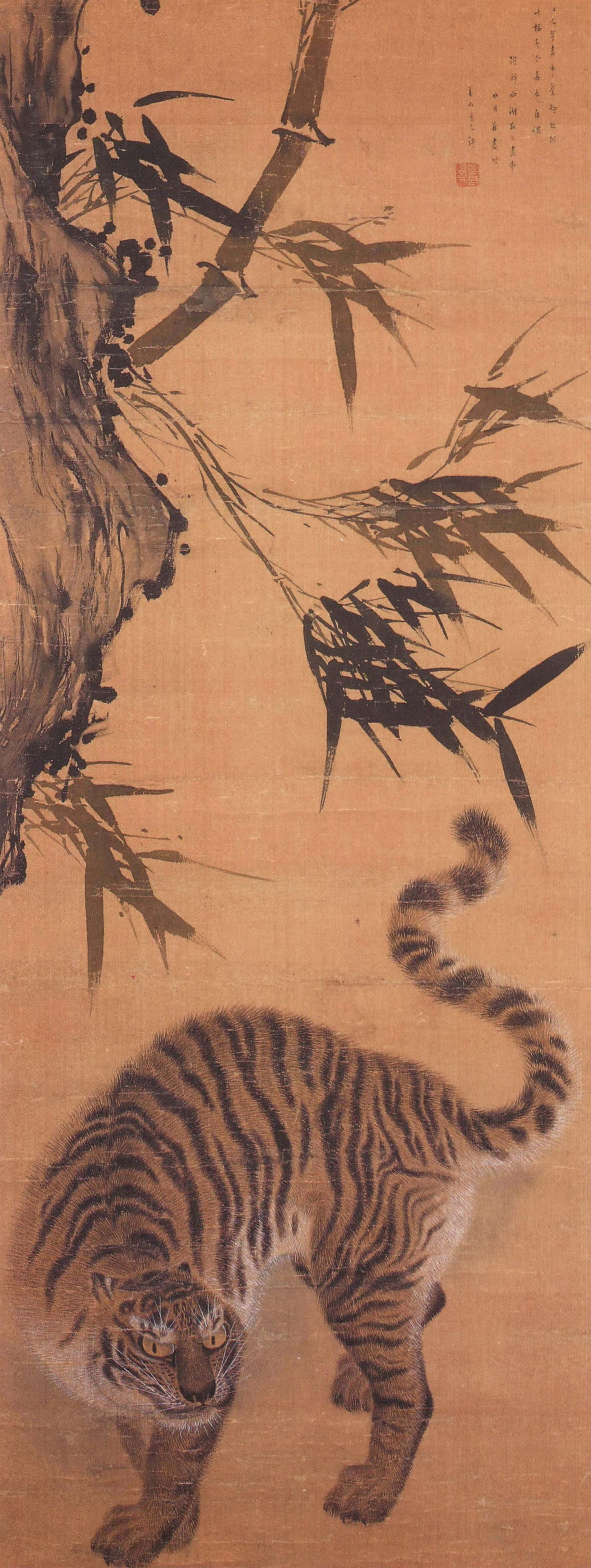
Tiger underneath a Bamboo Jukhamenghodo

- 宫廷画

- 御用画家

- 《檀园风俗图帖》:

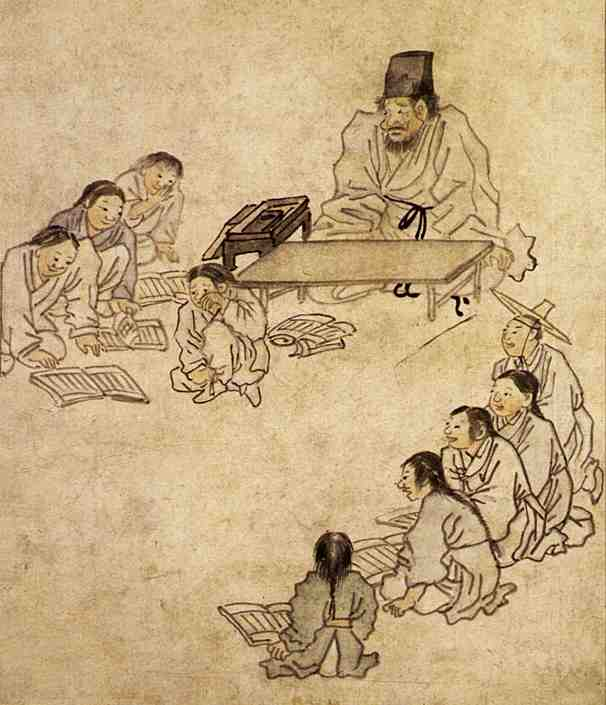
Teacher and pupils Seodang (서당:書堂)
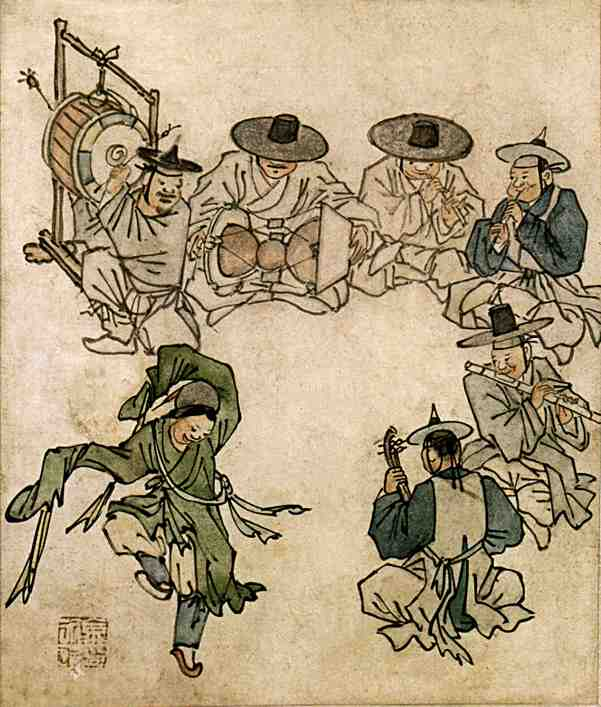
Dancing boy Mudong (무동:舞童)
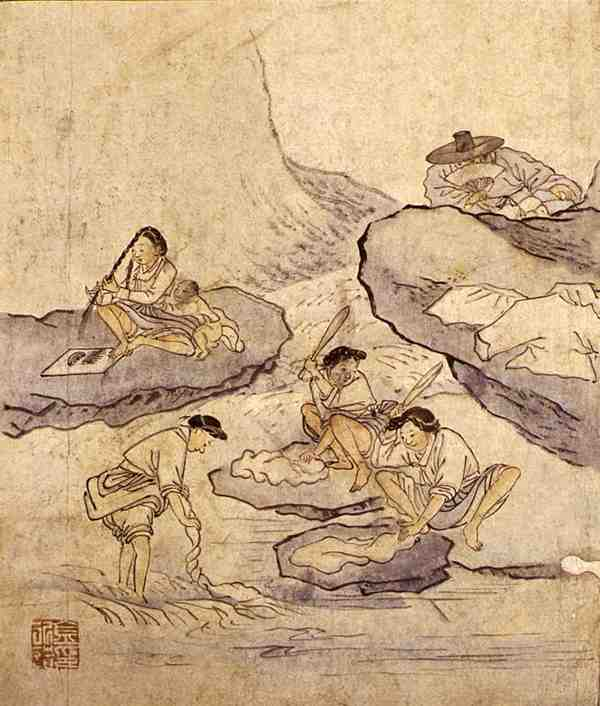
Washing place Bbalraeteo (빨래터:漂母)
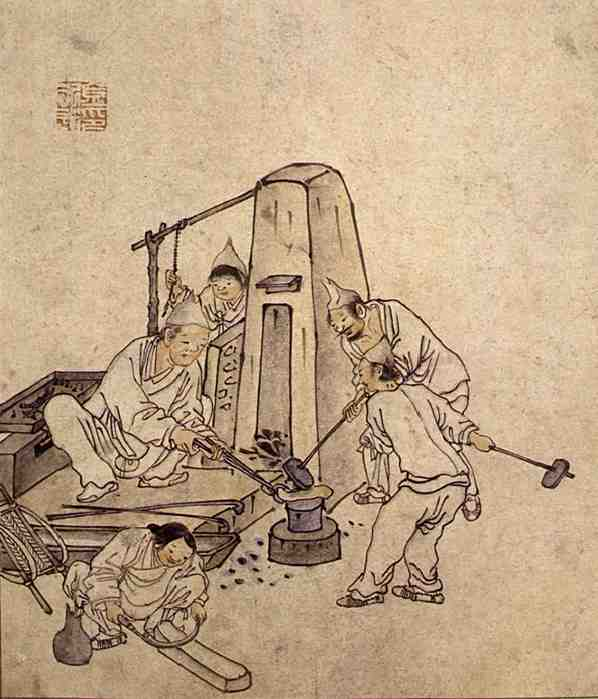
Forge Daejanggan (대장간)

- 1800年以后.